# Жемозак (кантон)
Жемозак (фр. Gémozac) — кантон во Франции, находится в регионе Пуату — Шаранта. Департамент кантона — Приморская Шаранта. Входит в состав округа Сент. Население кантона на 2006 год составляло 12 017 человек.
Код INSEE кантона 1709. Всего в кантон Жемозак входят 16 коммун, из них главной коммуной является Жемозак.

## Коммуны кантона
- Бернёй — население 926 чел.
- Краван — население 677 чел.
- Жемозак — население 2527 чел.
- Жазен — население 460 чел.
- Мёрсак — население 1100 чел.
- Монпелье-де-Медийан — население 607 чел.
- Рето — население 908 чел.
- Риу — население 876 чел.
- Сент-Андре-де-Лидон — население 888 чел.
- Сен-Кантен-де-Рансан — население 264 чел.
- Сен-Симон-де-Пеллуай — население 462 чел.
- Танзак — население 256 чел.
- Тессон — население 966 чел.
- Тен (Шаранта Приморская) — население 312 чел.
- Виллар-ан-Пон — население 532 чел.
- Виролле — население 256 чел.